# Onitis minutus
Onitis minutus är en skalbaggsart som beskrevs av Lansberge 1875. Onitis minutus ingår i släktet Onitis och familjen bladhorningar. Inga underarter finns listade i Catalogue of Life.